# Brachyvatus
Brachyvatus là một chi bọ cánh cứng trong họ Dytiscidae.
Chi này được Zimmermann miêu tả khoa học năm 1919.

## Các loài
Các loài trong chi này gồm:
- Brachyvatus acuminatus (Steinheil, 1869)
- Brachyvatus apicatus (Clark, 1862)
- Brachyvatus bituberculata (Guignot, 1958)
- Brachyvatus borrei (Sharp, 1882)